# دارل واکر
دارل واکر (انگلیسی: Darrell Walker؛ زادهٔ ۹ مارس ۱۹۶۱) بازیکن بسکتبال اهل ایالات متحده آمریکا است.
از باشگاه‌هایی که در آن بازی کرده‌است می‌توان به تورنتو رپترز، شیکاگو بولز، واشینگتن ویزاردز، نیویورک نیکس، دنور ناگتس، و دیترویت پیستونز اشاره کرد.